# Edward Codrington
Sir Edward Codrington (Dodington, 27 aprile 1770 – Londra, 28 aprile 1851) è stato un ammiraglio britannico eroe delle battaglie di Trafalgar e Navarino.

## Biografia

### I primi anni
Minore di tre fratelli, nato in una famiglia aristocratica di proprietari terrieri, Codrington venne educato da un suo zio, Mr Bethell. Per breve tempo venne inviato ad Harrow per poi entrare nella Royal Navy dal luglio del 1783. Egli prestò servizio lungo la costa orientale degli Stati Uniti, nel Mediterraneo e nelle acque territoriali inglesi, sino alla sua promozione a lieutenant (equivalente di tenente di vascello) il 28 maggio 1793. Da quella data, infatti, Lord Howe lo prescelse quale signal lieutenant sulla nave ammiraglia della flotta del Canale della Manica all'inizio delle guerre rivoluzionarie francesi. Con questo incarico egli prestò servizio sulla HMS Queen Charlotte (100 cannoni) durante le operazioni che culminarono nella battaglia del Glorioso Primo di Giugno.
Come ricompensa per le brillanti azioni in battaglia, il 7 ottobre 1794 venne promosso commander, l'equivalente di capitano di fregata ed il 6 aprile 1795 ottenne il grado di post-captain (capitano di vascello) ed il comando della HMS Babet (22 cannoni) con la quale fu presente alla Battaglia di Groix in qualità di osservatore. Il suo successivo comando si ebbe nella fregata HMS Druid che guidò nella Manica e lungo le coste del Portogallo sino al 1797. Dopo questa data Codrington trascorse un periodo a mezza paga e perlopiù a terra. Nel dicembre 1802 sposò Jane Hall, una donna inglese originaria di Kingston, Giamaica, pur rimanendo senza una nave sino alla Pace di Amiens del 1803.

### Il servizio nelle guerre napoleoniche e nel 1812
Con la riapertura delle ostilità tra Regno Unito e Francia, nella primavera del 1805 Codrington ottenne il comando della nave di linea HMS Orion e venne affiliato alla flotta dell'ammiraglio Nelson a Cadice. Codrington a bordo della Orion venne coinvolto nella Battaglia di Trafalgar il 21 ottobre 1805. Malgrado le difficoltà a raggiungere il punto dello scontro, una volta sul posto Codrington ignorò tutte le altre navi e si focalizzò esclusivamente sullo scontro con la nave francese Swiftsure forzandola ad arrendersi. Egli successivamente tentò senza successo di attaccare la nave spagnola Principe de Asturias e poi la nave francese Intrepide, l'unica nave che poi riuscirà a fare ritorno ai porti francesi.
Per gli anni successivi, Codrington combatté lungo le coste spagnole contro i francesi e nel Mediterraneo al comando di uno squadrone. 
I due mesi di maggio e giugno del 1811 gli servirono per prendere ancora maggiore dimestichezza con l'area della Spagna, aiutando le guarnigioni di stanza a Tarragona, assediate dai francesi al comando di Suchet. Convinto del fatto che il generale spagnolo incaricato della guarnigione, Codrington, che aveva una più chiara situazione strategica della situazione, preparò subito un piano di soccorso. 
A proprie spese egli assoldò 63000 soldati spagnoli e 291 artiglieri da mandare come rinforzi alla guarnigione e trascorse diverse notti nei porti dell'area guidando ogni singolo cannone nei lanci contro il nemico. Quando cadde la città egli salvò circa 600 persone dalla spiaggia sotto il fuoco nemico, cercando inoltre di riunire le madri con i loro figli che erano stati separati durante l'evacuazione dell'abitato.
Prima di questo evento egli aveva supportato la disastrone spedizione di Walcheren nel 1809. Nel 1814 venne promosso al rango di contrammiraglio, prestando servizio lungo le coste del nord America come capitano della flotta del vice ammiraglio sir Alexander Cochrane durante le operazioni contro Washington, Baltimora e New Orleans nel corso della Guerra del 1812. In riconoscimento a questo suo lodevole servizio, nel 1815 venne nominato Cavaliere Commendatore dell'Ordine del Bagno e quindi vice ammiraglio il 10 luglio 1821. Egli venne inoltre eletto compagno della Royal Society nel febbraio del 1822.

### La guerra d'indipendenza greca e la battaglia di Navarino

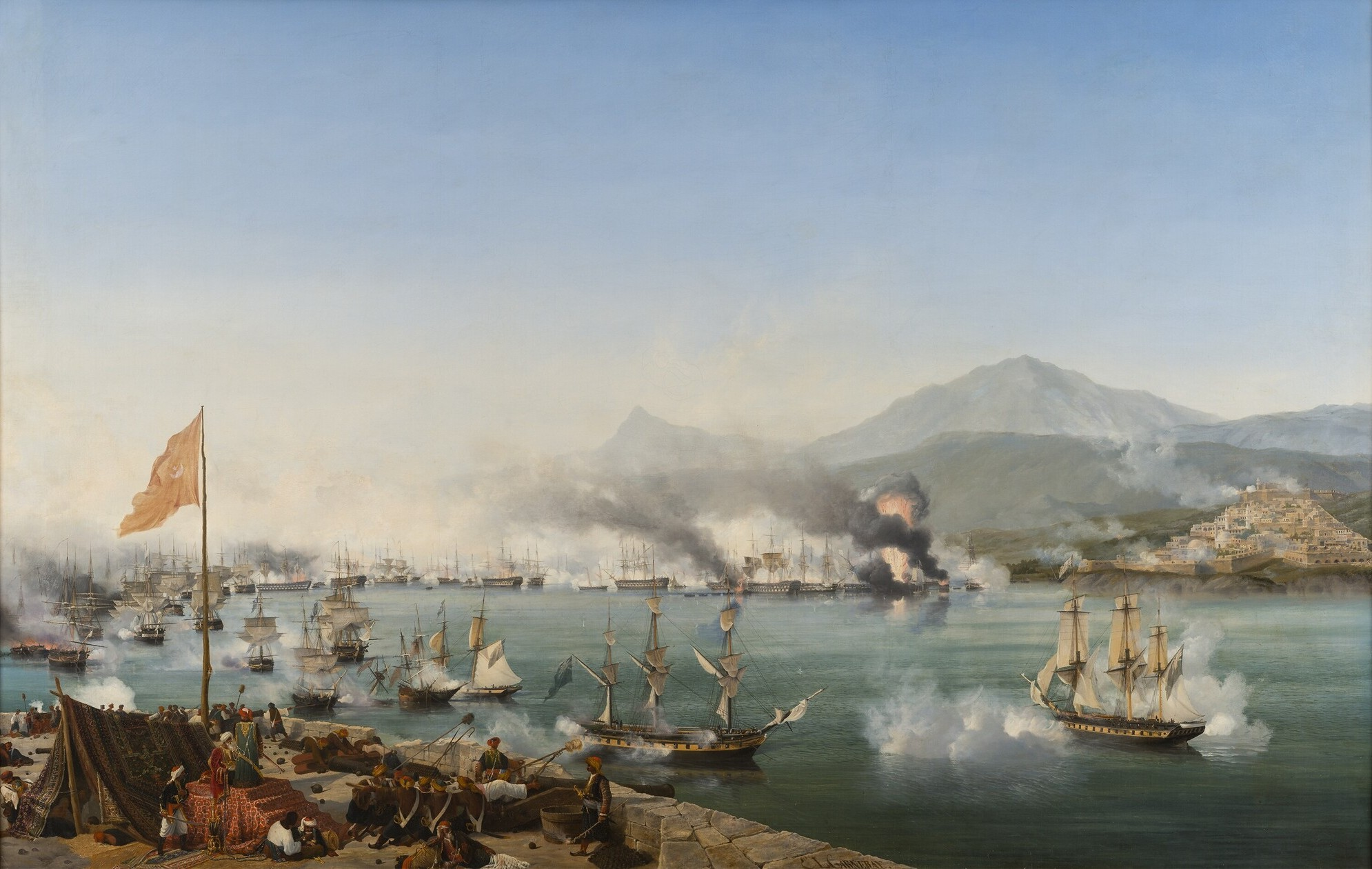
La battaglia navale di Navarino (1827). Olio su tela del pittore Carneray.

Nel dicembre 1826 Codrington venne nominato Comandante in capo della flotta del Mediterraneo e salpò il 1º febbraio 1827 dall'Inghilterra. Da quella data sino al suo richiamo in patria il 21 giugno 1828 egli venne coinvolto in ardui scontri durante la Guerra d'indipendenza greca che aveva portato all'anarchia nella Grecia occupata e nelle aree circostanti. Gli ordini erano di cercare una soluzione pacifica alla situazione in Grecia, ma Codrington era sfortunatamente conosciuto per la poca diplomazia ed il 20 ottobre 1827 egli distrusse la flotta turco-egiziana nella Battaglia di Navarino comandando una flotta combinata inglese, francese e russa.
Dopo la battaglia, Codrington si recò a Malta per far riparare le proprie navi. Egli rimase sull'isola sino al maggio del 1828 quando salpò coi colleghi francesi e russi alla volta delle coste della Morea ove, pacificamente, riuscirono a evacuare la penisola grazie all'operato di Ibrahim Pasha. Il Pasha, ad ogni modo, si dimostrò poco diplomatico con la popolazione locale e compì genocidi nei confronti dei greci della Morea, atrocità che richiesero l'intervento di Codrington ad Alessandria d'Egitto per far sì che il padre del pasha, Mehmet Ali, lo richiamasse all'ordine. Il servizio di Codrington venne ricompensato con la Gran Croce dell'Ordine del Bagno ma lo stesso governo britannico non poté nascondere il proprio imbarazzo di fronte ad una Diplomazia delle cannoniere adottata nelle operazioni.

### Gli ultimi anni

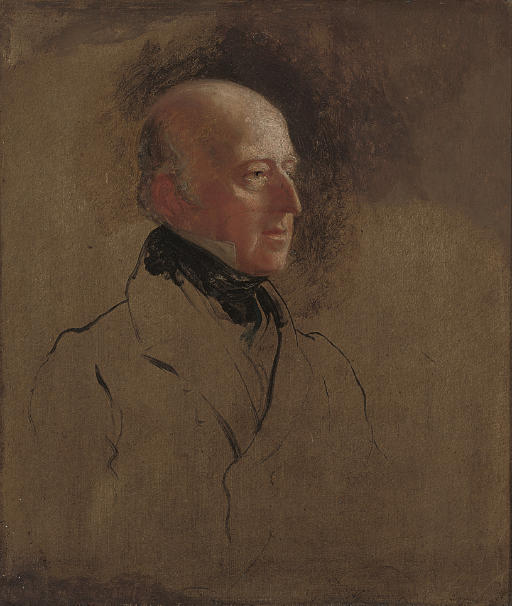
L'ammiraglio Codrington in un ritratto di George Hayter del 1836

Dopo il suo ritorno in madrepatria, Codrington si dedicò ad operazioni di difesa. Egli comandò uno squadrone della flotta del Canale della Manica nel 1831 e divenne ammiraglio il 10 gennaio 1837. Venne prescelto quale deputato per la circoscrizione di Devonport nel 1832, seggio che mantenne sino alla sua accettazione dell'incarico di Steward e Gran Balivo di Chiltern Hundreds nel 1839. Dal novembre 1839 al dicembre 1842 fu Comandante in capo del porto di Portsmouth. Codrington morì a Londra il 28 aprile 1851. La sua salma venne sepolta nella St Peter's Church a Eaton Square ma dopo il tragico incendio del 1987 non rimane traccia della sua tomba o del suo corpo. Una placca alla sua memoria si trova oggi nella St Paul's Cathedral, All Saints Church nei pressi della residenza di famiglia, ove si trova anche un grande obelisco dedicato alla sua memoria ed agli altri ufficiali presenti a Navarino ed a Pilo in Grecia. Ricerche condotte nell'ottobre del 2005 presso la St. Peter's Church hanno rivelato che già dal 1954 le sue spoglie erano state trasferite al cimitero di Brookwood, nel Surrey, tomba n. 70.